# Leptolophus
Il leptolofo (gen. Leptolophus) è un mammifero perissodattilo estinto, appartenente ai paleoteridi. Visse nell'Eocene medio - superiore (circa 40 - 35 milioni di anni fa) e i suoi resti fossili sono stati ritrovati in Europa. 

## Descrizione
Questo animale è noto quasi essenzialmente per fossili del cranio, e per ricostruirne l'intero aspetto ci si deve basare su animali affini come Plagiolophus. Come quest'ultimo, Leptolophus era probabilmente dotato di un corpo robusto e membra forti ma relativamente slanciate; è probabile che la corporatura fosse più gracile rispetto a quella di Plagiolophus a causa della struttura del cranio, più snella che in Plagiolophus. Il cranio infatti era lungo e stretto, con una regione facciale anteorbitale allungata, un'apertura nasale moderatamente incavata e un diastema dietro ai canini piuttosto allungato. La dentatura di Leptolophus era caratterizzata da molari lofodonti; i denti erano molto eterodonti e a corona relativamente alta. Inoltre era presente del cemento dentario stratificato.

## Classificazione
Il genere Leptolophus venne descritto per la prima volta da Remy nel 1965, sulla base di fossili ritrovati in Francia in terreni dell'Eocene medio (Bartoniano). La specie tipo è L. stehlini, ma sono note anche L. nouleti e L. magnus, tutte provenienti dall'Eocene medio francese. Sono noti pochi resti fossili attribuiti al genere Leptolophus provenienti dalla Spagna e risalenti alla prima parte dell'Eocene superiore (Priaboniano) (Badiola et al., 2002).
Leptolophus fa parte dei paleoteridi, un gruppo di mammiferi perissodattili affini agli equidi ma caratterizzati da un tipo diverso di sviluppo degli arti e della dentatura. In particolare, Leptolophus era affine al ben noto Plagiolophus, ma ebbe una storia evolutiva più breve di quest'ultimo e si estinse prima della fine dell'Eocene. Altri possibili parenti di Leptolophus potrebbero essere forme endemiche dell'Eocene superiore della Spagna, come Franzenium e Cantabrotherium (Remy, 1998).

## Paleoecologia
Uno studio sulla morfologia del cranio di Leptolophus indica che in questo animale, al contrario degli equidi, la maggiore forza applicata in fase di masticazione era esercitata dai denti posteriori. Lo studio inoltre indicherebbe che Leptolophus era un mammifero snello che viveva in aree aperte, nutrendosi di piante erbacee e foglie strappate da zone vicine al terreno. Inoltre, sembra che la dentatura di questi animali fosse leggermente inadeguata rispetto alla loro dieta, a causa del grado di usura dei denti e delle numerose tacche sullo smalto dentario; tuttavia, questa presunta inadeguatezza potrebbe essere stata bilanciata da un grado di ipsodontia piuttosto elevato (altezza delle corone dentarie). Questa inadeguatezza, tuttavia, potrebbe essere la causa della breve vita di questo genere di paleoteridi, incapace di adattarsi ai cambiamenti climatici in atto nel corso dell'Eocene superiore (Remy, 1998).